# Уютненська сільська рада
Ую́тненська сільська́ ра́да — адміністративно-територіальна одиниця та орган місцевого самоврядування в Сакському районі Автономної Республіки Крим. Адміністративний центр — село Уютне.

## Загальні відомості
- Населення ради: 3 989 осіб (станом на 2001 рік)

## Населені пункти
Сільській раді підпорядковані населені пункти:
- с. Уютне

## Склад ради
Рада складається з 20 депутатів та голови.
- Голова ради: Русецький Олег Леонідович
- Секретар ради: Шмідт Олена Рашидівна

### Керівний склад попередніх скликань
| Прізвище, ім'я, по батькові | Основні відомості                                                         | Дата обрання | Дата звільнення |
| --------------------------- | ------------------------------------------------------------------------- | ------------ | --------------- |
| Русецький Олег Леонидович   | Сільський голова, 1963 року народження, член Партії регіонів              | 26.03.2006   | 31.10.2010      |
| Русецький Олег Леонідович   | Сільський голова, 1963 року народження, освіта вища, член Партії регіонів | 31.10.2010   |                 |

Примітка: таблиця складена за даними сайту Верховної Ради України

### Депутати
За результатами місцевих виборів 2010 року депутатами ради стали:

#### За суб'єктами висування
| Суб'єкт висування | Кількість обраних депутатів | %  |
| ----------------- | --------------------------- | -- |
| Партія регіонів   | 12                          | 60 |
| Самовисування     | 8                           | 40 |

#### За округами
| № округу        | Прізвище, ім'я, по батькові    | Дата визнання обраним | Освіта             | Партійна приналежність | Відомості про обраного депутата           |
| --------------- | ------------------------------ | --------------------- | ------------------ | ---------------------- | ----------------------------------------- |
| Партія регіонів |                                |                       |                    |                        |                                           |
| 2               | Склярова Марія Василівна       | 31.10.2010            | вища               | член Партії регіонів   | Уютненська загальноосвітня школа, завгосп |
| 4               | Мошковська Олена Василівна     | 31.10.2010            | вища               | член Партії регіонів   | відділення зв'язку, начальник             |
| 5               | Карась Дмитро Григорович       | 31.10.2010            | середня            | член Партії регіонів   | тимчасово не працює                       |
| 6               | Шмідт Олена Рашидівна          | 31.10.2010            | вища               | член Партії регіонів   | Уютненська сільська рада, секретар        |
| 8               | Закриничний Петро Павлович     | 31.10.2010            | середня            | член Партії регіонів   | тимчасово не працює                       |
| 9               | Чигир Олександр Іванович       | 31.10.2010            | вища               | член Партії регіонів   | санаторій, заступник директора            |
| 11              | Семчук Борис Вікторович        | 31.10.2010            | середня            | член Партії регіонів   | ОЛЦ, електомонтер                         |
| 13              | Щьоголева Ірина Сергіївна      | 31.10.2010            | вища               | член Партії регіонів   | приватна фірма, менеджер                  |
| 14              | Нечепуренко Павло Миколайович  | 31.10.2010            | вища               | член Партії регіонів   | приватний підприємець                     |
| 16              | Бігун Олександр Олександрович  | 31.10.2010            | вища               | член Партії регіонів   | приватне підприємство, виконроб           |
| 17              | Петрушин Ігор Володимирович    | 31.10.2010            | вища               | член Партії регіонів   | ВАТ «Іссон», директор                     |
| 19              | Тюльпанова Галина Петрівна     | 31.10.2010            | вища               | член Партії регіонів   | фірма, головний бухгалтер                 |
| Самовисування   |                                |                       |                    |                        |                                           |
| 1               | Абдулаєва Венера Ленурівна     | 31.10.2010            | вища               | позапартійна           | ДСОЦ «Маяк», бухгалтер                    |
| 3               | Потапчук Олександр Дмитрович   | 14.01.2013            | середня спеціальна | член Партії регіонів   | приватний підприємець                     |
| 7               | Абдієв Енвер Мустафаєвич       | 31.10.2010            | вища               | позапартійний          | приватний підприємець                     |
| 10              | Жураковський Микола Гаврилович | 31.10.2010            | середня            | позапартійний          | приватне підприємство, охоронець          |
| 12              | Аджигельдієва Зухра Алмазівна  | 31.10.2010            | вища               | позапартійна           | приватний підприємець                     |
| 15              | Ісмаілов Бахтіяр Ельдарович    | 31.10.2010            | вища               | позапартійний          | тимчасово не працює                       |
| 18              | Михайлов Сергій Олександрович  | 31.10.2010            | вища               | позапартійний          | КП, директор                              |
| 20              | Міщенко Костянтин Анатолійович | 31.10.2010            | вища               | позапартійний          | НЦУІКС, інженер                           |